# Leven
Pour les articles homonymes, voir Leven (homonymie).
Leven est une ville écossaise de la région administrative de Fife sur l'estuaire du Forth ou Firth of Forth.
La population était estimée à 8 850 habitants en 2008.

## Jumelage
- Holzminden (Allemagne)
- Bruges (Gironde) (France) depuis le 3 juillet 2016